# Каписький повіт
Кописький повіт - адміністративна одиниця Могилівської губернії Російської імперії.

## Історія
З 1772 Копись - у складі Російської імперії. Повітове місто Могилівської губернії (1777-1796 та 1802-1861).
У 1860 скасовано, територія увійшла в Сенненський, Оршанський і Горецький повіти.